# Weinbourg
Weinbourg é uma comuna francesa na região administrativa de Grande Leste, no departamento Baixo Reno. Estende-se por uma área de 5,31 km². Em 2010 a comuna tinha 444 habitantes (densidade: 83,6 hab./km²).